# Siumut Amerdlok Kunuk
Siumut Amerdlok Kunuk je grenlandsko športsko društvo iz grada Sisimiuta.
Klub ima nogometni i rukometni odjeljak.

## Uspjesi

### Nogomet
- Prvaci :
  - 1974.
  - doprvaci :  1973., 1979., 1980.
  - treći : 1981., 1995., 2000.

- Prvakinje
  - prvakinje: -

### Rukomet
- Prvaci :
  - 1992., 1993.